# Young Foundation
La Young Foundation est un think tank spécialisé dans l’innovation sociale. Son siège est situé à Londres. 
Il tient son nom de Michael Young, Lord Young of Dartington, sociologue et homme politique responsable de la création de plusieurs organisations telles que l’Open University, Which? et Language Line.

## Histoire
La Young Foundation a été fondée en 2005 à la suite de la fusion entre l’Institute of Community Studies et le Mutual Aid Centre, deux organisations créées par Michael Young. La Young Foundation a été établie pour redynamiser la combinaison de recherche et d’action qui a fait le succès des organisations de Michael Young.
Michael Young était, durant la seconde moitié du XXe siècle, un des penseurs les plus créatifs et influents de l’innovation sociale. Après la seconde guerre mondiale, il a aidé à la formation du nouvel État providence au Royaume-Uni. Au début des années 1950, il a créé l’Institute of Community Studies et l’a utilisé comme base de recherche et d’action.
Avec l’aide de ses collaborateurs dont Peter Willmott et Peter Townsend, il a écrit plusieurs bestsellers qui ont permis de changer les attitudes face à un certain nombre de questions sociales,  notamment en matière de stratégie urbaine, éducation et pauvreté.
Michael Young était un pionnier dans le domaine des idées tendant à renforcer le pouvoir des consommateurs, aussi bien dans le secteur public que privé, dont certaines se sont concrétisées pour le grand public (tels que NHS Direct). Il est aussi crédité pour avoir inventé le terme de « méritocratie. »
La contribution la plus importante de Michael Young demeure l’ensemble des institutions qu’il a érigé. Il a initié, et dans certains cas directement crée, une douzaine de nouvelles institutions, notamment l’Open University, Which?, International Alert, University of the Third Age, Economic and Social Research Council, National Extension College, National Consumer Council, Open College of the Arts et la School of Social Entrepreneurs. Le professeur d’Harvard Daniel Bell l’a décrit comme « l’entrepreneur social le plus brillant du monde ». 

## Travaux
La Young Foundation se décrit elle-même comme un centre pour l’innovation sociale. Son travail couvre un ensemble de questions sociales comme la santé, la vieillesse, l’éducation, le logement, la justice, la jeunesse et le bien-être. Son travail s’opère aussi bien au Royaume-Uni qu’à l’international avec Social Innovation Exchange et Social Innovation Europe, des réseaux d’innovation sociale internationaux. La mission de la Young Foundation consiste à conduire des recherches, influencer des politiques publiques, créer de nouvelles organisations et soutenir l’innovation sociale notamment au moyen des nouvelles technologies. Simon Tucker est l’actuel directeur général de la Young Foundation.